# Led Zeppelin Tour of Iceland, Bath and Germany, Summer 1970
Led Zeppelin Tour of Iceland, Bath and Germany, Summer 1970 var en konsertturné med det brittiska hårdrocksbandet Led Zeppelin på Island, i England och Västtyskland 1970. Första konserten spelades i Reykjavik på Island vilket inspirerade Robert Plant att skriva texten till "Immigrant Song", som senare var med på deras kommande album III. Denna sång hade premiär på Bath Festival inför 150 000 åskådare, bara sex dagar efter deras konsert på Island. 

## Låtlista
En ganska typisk låtlista med viss variation är följande:
1. "Immigrant Song" (Page, Plant)
2. "Heartbreaker" (Bonham, Page, Plant)
3. "Dazed and Confused" (Page)
4. "Bring It On Home" (Page, Plant, Dixon)
5. "Since I've Been Loving You" (Page, Plant, Jones)
6. "Orgelsolo"/"Thank You" (Page, Plant)
7. "That's the Way" (Page, Plant)
8. "What Is and What Should Never Be" (Page, Plant)
9. "Moby Dick" (Bonham)
10. "How Many More Times" (Bonham, Jones, Page)

Extranummer:
- "Communication Breakdown" (Bonham, Jones, Page)
- "Whole Lotta Love" (Bonham, Dixon, Jones, Page, Plant)

## Turnédatum
- 22/06/1970  Laugardalshöll - Reykjavik
- 28/06/1970  Bath Festival - Shepton Mallet
- 16/07/1970  Sporthalle - Köln
- 17/07/1970  Grugahalle - Essen
- 18/07/1970  Festhalle - Frankfurt
- 19/07/1970  Deutschlandhalle - Berlin